# Oggaz
Oggaz (em árabe: عقاز) é uma cidade e comuna localizada na província de Mascara, Argélia. Segundo o censo de 2008, a população total da cidade era de 11 140 habitantes.